# Ermera (município)
Ermera é um dos 13 municípios administrativos de Timor-Leste, localizado na zona central do país. Possui 117064 habitantes (Censo de 2010) e uma área de 746 km². A sua capital é a cidade de Gleno que fica 58 km a sudoeste de Díli, a capital do país.

## Postos Administrativos

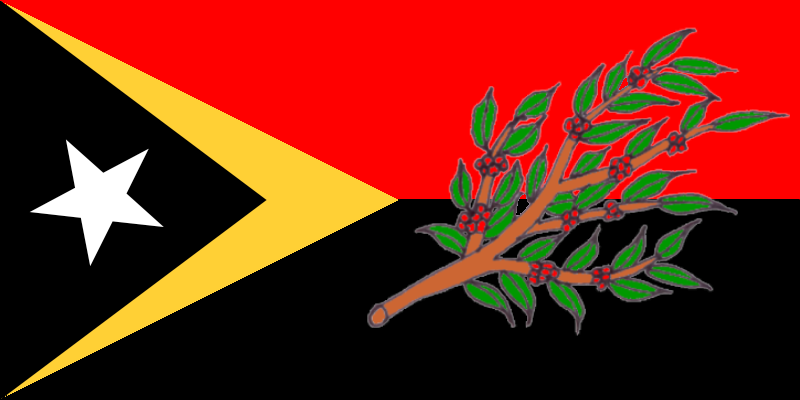
Bandeira da Ermera

O município de Ermera é idêntico ao concelho do mesmo nome do tempo do Timor Português e inclui os postos administrativos de:
- Atsabe,
- Ermera,
- Hatólia,
- Lete-Foho
- Railaco.

## Pontos turísticos
- Plantações de café
- Cascata Mau Rai, na povoação de Daro-Lais